# 樂斯太平洋
樂斯太平洋控股有限公司，簡稱樂斯太平洋控股，以及樂斯太平洋（英語：Roxy-Pacific Holdings Limited，SGX：E8Z），在1967年由张国良（董事長及總裁张丰霖父親）創立專門在新加坡經營房地產及酒店業務。
總部位於50 East Coast Road #03-11 Roxy Square Shopping Centre Singapore 428769。該股份自2008年3月12日於新加坡交易所主板上市，招股價為0.3坡元，配售股份為133,000,000股，集資額為39,900,000坡元。

## 連結
- RoxyPacific.com.sg （页面存档备份，存于）